# 22938 Brilawrence
22938 Brilawrence este un asteroid din centura principală de asteroizi.

## Descriere
22938 Brilawrence este un asteroid din centura principală de asteroizi. A fost descoperit pe 10 octombrie 1999 la Socorro, New Mexico, în cadrul proiectului LINEAR. Asteroidul prezintă o orbită caracterizată de o semiaxă mare de 3,18 ua, o excentricitate de 0,17 și o înclinație de 2,7° în raport cu ecliptica.